# باد ما را خواهد برد (ترانه)
باد ما را خواهد برد (به فرانسوی: Le vent nous portera) نام ترانه‌ای از گروه نوآر دزیر در آلبوم صورت‌ها و چهره‌ها است که در سال ۲۰۰۱ منتشر شد. چند خوانندهٔ دیگر از جمله سوفی هانگر این ترانه را بازخوانی کرده‌اند. 